# Alte Burg (Reifenstein)
Die Alte Burg, auch Burghagen genannt, ist eine abgegangene mittelalterliche Spornburg bei Reifenstein in der Gemeinde Niederorschel im Landkreis Eichsfeld in Thüringen.

## Lage
Die Burganlage befindet sich ungefähr zwei Kilometer südwestlich von Kleinbartloff auf dem gleichnamigen spornartigen Ausläufer des Dünplateaus unmittelbar oberhalb des Klosters Reifenstein auf einer maximalen Höhe von 461,2 m ü. NHN. Der schmale Bergkamm fällt nach drei Seiten (nach Südwesten, Westen und Nordosten) mit einer steilen Schichtstufe aus Muschelkalk ins Tal. Der Forstort wird noch heute „Alte Burg“ oder auch „Burghagen“ genannt.

## Geschichte
Über die Geschichte der Burganlagen bei Reifenstein finden sich kaum historische Quellenangaben und nur wenige archäologische Nachweise, selbst ein Burgname ist nicht mehr überliefert. In zeitlicher Abfolge sind folgende Burgen oberhalb des Klosters Reifenstein bekannt:

### Wallburg
In früheisenzeitlicher Zeit (8.–5. Jahrhundert v. Chr.) befand sich auf der Bergkuppe eine Wallburg. Sie diente sicher als Zufluchtsort, wurde vermutlich aber auch zu Wohnzwecken genutzt. Aus frühgeschichtlicher Zeit wurden im 19. Jahrhundert Tonscherben, Waffenteile und Ringe gefunden, die aber heute nicht mehr auffindbar sind und beurteilt werden können. Der gesamte Bergsporn ist an der schmalsten Stelle durch Wall- und Grabenanlagen vom Höhenrücken getrennt. Mit etwa 300 × 170 Meter Flächenumfang handelt es sich damit um eine relativ großes Burgareal.

### Alte Burg
Unmittelbare urkundliche Belege dieser Burganlage fehlen, erst 1162 und 1209 wird der Burghagen in Zusammenhang mit dem 1162 gegründeten Kloster Reifenstein erwähnt und war dann dauerhaft im Besitz des Klosters. Graf Ernst (II) von Tonna gibt dem 1162 neu gestifteten Kloster Reifenstein silvam que vocator Mittelberg et aliam adiacenten Burghagen... .
Auf den Resten der alten Wallanlage wurde im 9./11. Jahrhundert eine kleinere mittelalterliche Burg (Rundburg) errichtet. Erbaut wurde sie vermutlich von einem im Tal ansässigen Adligen, der im Ort Albolderode einen Hof besaß. Dieser Siedlung gehörte somit zum Burgbezirk und wurde bereits im Jahr 961 erwähnt. Der Hof des Adligen wird 1123 als curtis in villa am Platz des späteren Klosters urkundlich genannt. Die mittelalterliche Spornburg war durch Wälle und Gräben geschützt und in Vor- und Hauptburg getrennt. Der Burghagen war ein eingehegter Wald zum Schutz der Burganlage, der noch heute als Forstort bekannt ist. Der Name der Burg selbst ist nicht überliefert.
Wann diese Burg aufgegeben oder zerstört wurde, ist nicht genau bekannt, auf jeden Fall vor der Gründung des Klosters, vermutlich bereits Ende des 11. Jahrhunderts. Erhalten sind heute noch verschiedene Wälle und Gräben auf dem gesamten Bergplateau, als auch an den nicht so steilen westlichen und nordöstlichen Berghängen. Reste von Gebäuden oder Kelleranlagen sind nicht mehr vorhanden. Zugang zum Gelände besteht über steilere Wege vom Tal hinauf zum Bergkamm.

### Kleine Alteburg
Unweit der Alten Burg hat sich auf dem Dün eine weitere Burganlage befunden, die Kleine Alteburg (oder Burg Reifenstein). Auf Grund der geringen Befunde wurde sie zunächst auch angezweifelt, neuere Keramikfunde im Jahr 1971 verweisen auf eine Burganlage im 12. Jahrhundert. Das Burgareal ist durch Verwitterung stark verändert und bedarf weiterer Untersuchungen. Die Burg (Reifenstein?) könnte bei der Gründung des Klosters bereits bestanden haben und als Wohnsitz der Grafen von Gleichen gedient haben. Die Grafen schenkten dem Kloster als Zubehör den benachbarten Mittelberg, einen Teil des Sonder und den Burghagen. Der Ort im Tal hieß nun bereits villa riphenstein. Bei kriegerischen Auseinandersetzungen um das Jahr 1200 zwischen König Philipp von Schwaben und dem Gegenkönig Otto IV., wurden in Thüringen zahlreiche Klöster und Orte zerstört. Dabei könnte auch diese Burg betroffen gewesen sein, da Brandspuren gefunden wurden; das nahe Kloster wurde nachweislich in Mitleidenschaft gezogen. Sie wurde von den Grafen von Gleichen nicht wieder aufgebaut, als Ersatz wurde vermutlich die Burg Birkenstein errichtet.